# Wolfgang Alt
Wolfgang Alt (* 17. Juni 1947 in Hilden)  ist ein deutscher Hochschullehrer und Professor für Mathematik und theoretische Biologie an der Universität Bonn.

## Leben und Wirken
Sein Abitur machte Wolfgang Alt 1966 am Helmholtz-Gymnasium Hilden. 1966 bis 1971 folgte ein Studium der Philosophie, Mathematik und Physik an der Universität Göttingen.  1971 machte er ein Diplom in Mathematik am Mathematischen Institut Göttingen, und  1973 promovierte er in Mathematik an der Universität Münster mit der Schrift  Regularitätssätze für singuläre Integrale mit gemischten Homogenitäten und ihre Anwendung auf Integraldarstellungen in der komplexen Funktionentheorie mehrerer Variabler. 1973 bis 1981 war er Wissenschaftlicher Assistent, zunächst an der Universität Münster, dann am Institut für Angewandte Mathematik der Universität Heidelberg.  1975 bis 1985 spezialisierte er sich in Zellbiologie am Deutschen Krebsforschungszentrum Heidelberg.  1980 folgte seine Habilitation in Mathematik mit einer Schrift über „Chemotaxis-Systeme“.
1981 bis 1986 war er als Heisenberg-Stipendiat tätig. 1982 bis 1983 war er Visiting Associate Professor an der University of Utah (Salt Lake City, USA). 1979 bis 1986 war er Mitbegründer und Mitglied des SFB 123 „Stochastische Mathematische Modelle“ an der Universität Heidelberg und am Deutschen Krebsforschungszentrum.  Seit 1986 ist er Professor und Leiter der fachübergreifenden Abteilung „Theoretische Biologie“ in der Mathematisch-Naturwissenschaftlichen Fakultät der Universität Bonn. Im Oktober 1990 organisierte er zusammen mit Gottfried Jetschke von der Universität Jena auf der Leuchtenburg bei Jena das Kontaktseminar Biomathematik. Nach dem Fall der Berliner Mauer konnten sich dort zum ersten Mal junge Biomathematiker aus den alten und neuen Bundesländern kennenlernen und gegenseitig ihre Arbeiten vorstellen. Das Kontaktseminar Biomathematik fand bis 1998 noch mehrfach an verschiedenen deutschen Orten statt.
Die derzeitigen Forschungsgebiete von Wolfgang Alt sind die mathematische Modellierung und Simulation von Intrazellulärer Polymer-Dynamik, Zelladhäsion und Zellbewegung, kooperativer Bewegung und Schwarmverhalten.
Alt ist der Bruder des Mathematikers Hans Wilhelm Alt, mit dem er auch mehrere Fachaufsätze veröffentlicht hat.
Nebenher ist Wolfgang Alt auch Vorsitzender des Fördervereins Poppelsdorfer Geschichte. In mehreren Büchern dokumentierte er insbesondere die historische Entwicklung des Poppelsdorfer Schlosses und des Botanischen Gartens.

## Verbandsaktivitäten
- Bis 2009 Präsident der European Society for Mathematical and Theoretical Biology (ESMTB) (Nachfolger: Carlos Braumann)
- seit 2005  Mitglied in der Society for Mathematical Biology (SMB)
- Mitglied in der Deutschen Gesellschaft für Geschichte und Theorie der Biologie (DGGTB)
- Mitglied in der Deutschen Mathematiker-Vereinigung (DMV)